# Aigues-Juntes
Aigues-Juntes – miejscowość i gmina we Francji, w regionie Oksytania, w departamencie Ariège.
Według danych na rok 2010 gminę zamieszkiwały 44 osoby, a gęstość zaludnienia wynosiła 5 osób/km².